# Stallone Limbombe
Stallone Limbombe, né le 26 mars 1991 à Malines en Belgique, est un footballeur belge qui joue au poste d'attaquant ou de milieu de terrain au Royal Cappellen FC.

## Biographie

### En club
Avec le club de La Gantoise, il participe aux tours préliminaires de la Ligue Europa en 2018.

## Vie privée
Stallone  est le frère aîné d'Anthony, de Bryan et Maxime Limbombe, tous également footballeurs.